# أسكولي بيتشينو

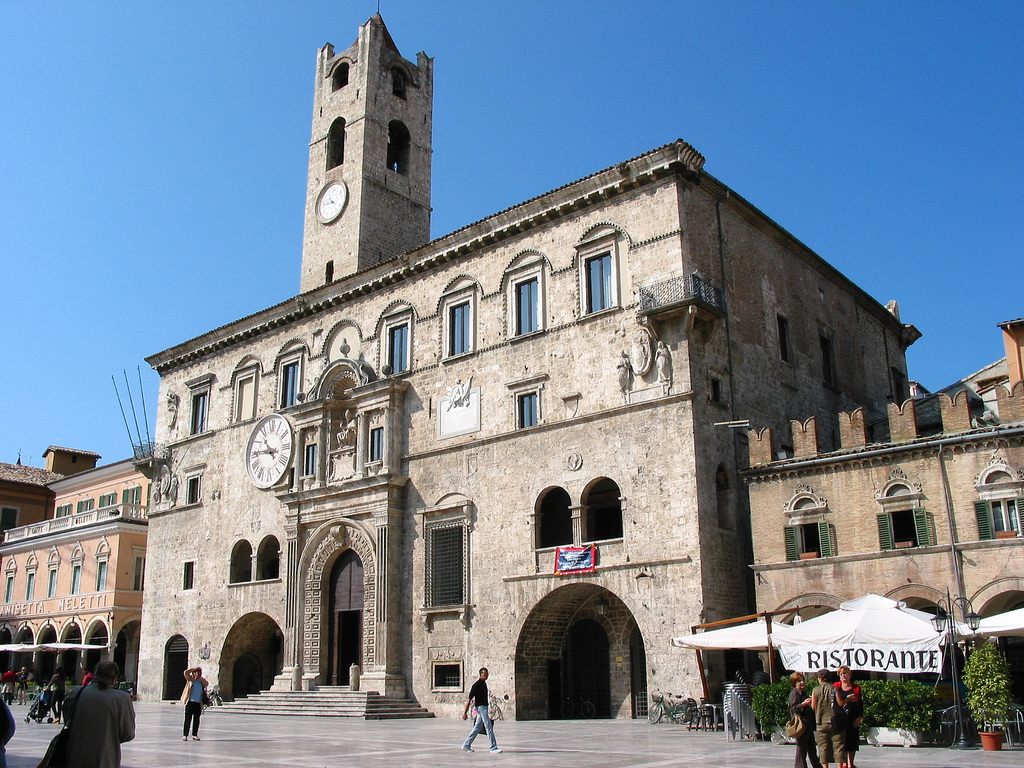
قصر قادة الشعب

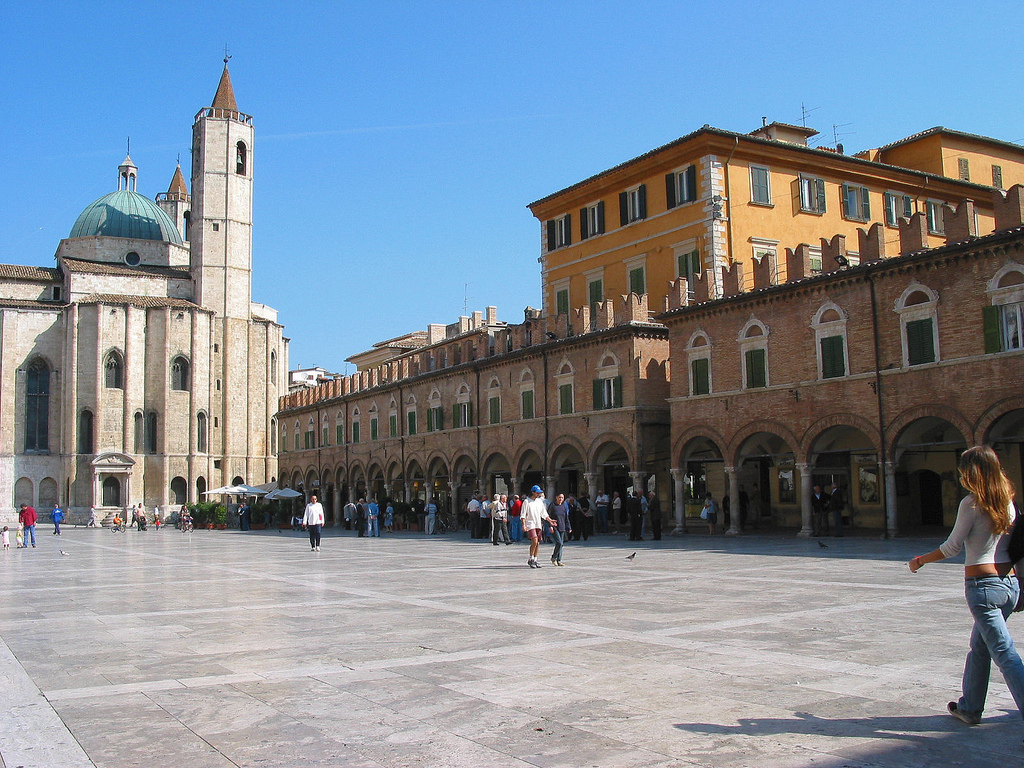
كينيسة في ساحة الشعب

أسكولي بيتشينو (Ascoli Piceno)، مدينة إيطالية، عاصمة مقاطعة أسكولي بيتشينو ضمن إقليم ماركي وسط البلاد، يبلغ سكانها 51.732 نسمة.

## السكان
تطور النمو السكاني لـ أسكولي بيتشينو

## الجغرافيا
تبعد المدينة عن ساحل البحر الأدرياتي مسافة 25 كيلومتراً غرباً، عند التقاء نهر ترونتو بجدول كاستيلانو ومحاطة بالتلال من ثلاثة جهات.
أسكولي متصلة عبر خطوط السكك الحديدية بمدينة سان بينيدتو دل ترونتو، وعبر الطريق السريع نحو ميناء أسكولي، وعبر الطريق الوطنية الإيطالية رقم 4 سالاريا إلى روما.
و تتاخم المدينة حديقتان طبيعيتان، إحداها على الجانب الشمالي الغربي (حديقة مونتي سيبيليني الوطنية) والأخرى على الجنوبي (حديقة مونتي ديلا لاغا الوطنية).

## التاريخ
يكتنف الغموض أصول المدينة، غير أنه من الأكيد جداً أن شعوباً إيطاليقية أهلت المنطقة بالفعل خلال العصر النحاسي الحديث. ووفقا لموروث إيطاليقي مذكور في الأدب القديم (سترابو، بلني، فستو) فإنها تأسست من قبل مجموعة من شعب السابينيين قادها نقار الخشاب، الطائر المقدس لدى مارس خلال إحدى هجراتهم. وقد اندمج السابينيون مع الشعوب الأصلية الأخرى فنشأ شعب البيسينيين، الذي صارت أسكولي مركزه الرئيسي وبفضل موقعها على طريق سالاريا الواصل بين لاتسيو ومواقع إنتاج الملح على ساحل البحر الادرياتي.
تحالفت مع الرومان سنة 299 ق.م ضد الأتروسكان والغال والسمنيتيين وفي سنة 269 ق.م تحصلت على صفة مدينة حليفة لروما (civitas foederata)
سنة 91 ق.م تمردت مع شعوب إيطاليقية أخرى ضد روما (ولا سيما المارسيون وغيرهم من سكان جنوب إيطاليا) فاندلعت الحرب الاجتماعية. سنة 89 ق.م، بعد حصار طويل، احتل الجنرال الروماني بومبيوس سترابو المدينة، وقتل زعماء التمرد وأرسل جزءاً من سكانها إلى المنفى. سنة 88 ق.م أسكولي سـُجـّلت لدى قبيلة فابيا، وأخيراً في عام 80 ق.م مـُنحت المواطنة الرومانية لجميع الشعوب الإيطاليقية. جعلها يوليوس قيصر في 49 ق.م عاصمة منطقة مانحاً إيّاها لقب Picenum. في عهد أغسطس قيصر، أصبحت عاصمة المنطقة الإيطاليقية الخامسة، ثم في القرن الثالث وُضعت عاصمة مقاطعة ذاتية الحكم باسم Picenum Suburcarium. ثم تبعت مصيرها كالمدن الأخرى حتى سقوط الإمبراطورية الرومانية.
عانت خلال القرون الوسطى المبكرة من التدهور الاقتصادي وهجمات البرابرة، من بينهم القوط بقيادة توتيلا واللومبارديون بقيادة فاروالد (578).
ظلت قـُرابة قرنين من الزمان تحت سيادة لومبارديي دوقية سبوليتو (593-789)، إلى أن استولى عليها الفرنجة الذين هبطوا إيطاليا في عهد شارلمان. وبرزت في هذه القرون قوة الأساقفة (ما سموا بالكونتات الأساقفة)، من بين ذلك منح الإمبراطور كونراد الثاني حق سك العملة بموجب إجازة خاصة إلى المطران الإقطاعي برناردو الأول في سنة 1037.
و جـُرّت المدينة خلال هذه الحقبة بعدة مناسبات في الصراع الأوسع نطاقاً على الهيمنة في أوروبا بين الغويلفيين والغيبلينيين.
تحولت في سنة 1183 إلى بلدية حرة، بيد أنها شهدت النهب والتدمير على أيدي جيوش فريدريك الثاني الإمبراطورية. قـَوّضت صراعات الفصائل بين العائلات الحريات البلدية، من بينهم السيد أندريا داكوافيفا ولاحقاً لادسلاو الأول ملك نابولي، والتي انتهت بفتح الطريق أمام شخصيات طموحة من أمثال الكوندوتييرو غاليوتو الأول مالاتيستا (القرن الرابع عشر) الذي طردته انتفاضة، ولاحقاً أقام فرانشيسكو سفورزا دكتاتورية قاسية (القرن الخامس عشر) هُـزمت في سنة 1482، وإن اضطرت أسكولي إلى الاعتراف بسيادة الكنيسة.
لم تتوقف الاضطرابات الداخلية بين الفصائل المتعارضة وأدت إلى عقود من التمرد والمذابح والغارات وإلى تزايد قطاع طرق وإلى اضمحلال القيم الحضرية.
ضـُمت إلى الجمهورية الرومانية الأولى وفي عام 1860 ضمت إلى مملكة إيطاليا ومنذ ذلك الحين فصاعداً تبعت كل أحداثها. وتجدر الإشارة إلى أحداث المقاومة الأسكولية في سبتمبر من عام 1943 ضد الاحتلال الألماني، فاستحقت المدينة ميدالية الشجاعة العسكرية الذهبية للأنشطة المقاومة الحزبية.